# Рауишхольцхаузен (замок)
Рауишхольхаузен (нем. Schloss Rauischholzhausen) — поместье в виде замка на юго-западной окраине одноимённого района муниципалитета Эбсдорфергрунд в Гессене, Германия. Замок управляется администрацией университета города Гиссен.  Основное использование построек бывшего поместья — проведение конференций и различных статусных мероприятий. 

## История

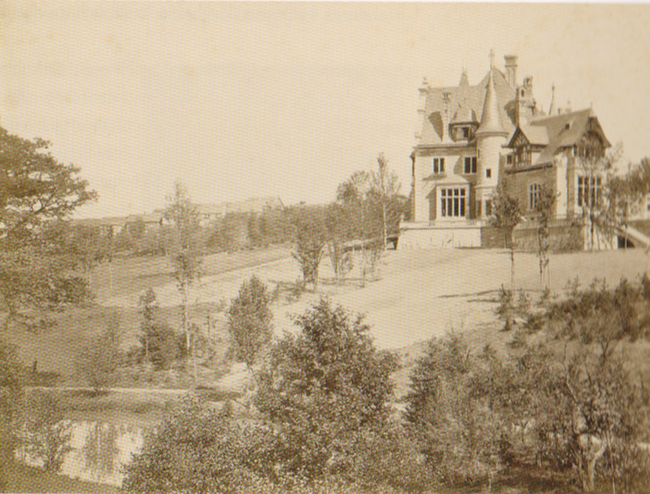
Вид замка в 1880 году

### Создание
В 1873 году преуспевающий предприниматель, промышленник и секретарь посольства Фердинанд Эдуард Штумм (1843–1925) скупил окрестные земли с лугами и лесными массивами. Штумм невероятно разбогател будучи акционером предприятия  Gebrüder Stumm. Позднее ему и его братьям даже был дарован дворянский титул, позволявший именоваться фон Штумм. Фердинанд задумался о строительстве собственного замка уже после того, как великолепные резиденции окружённые парками построили его братья, Карл Фердинанд фон Штумм и Хуго Рудольф фон Штумм (замок Хальберг и замок Рамхольц соответственно). 
Изначально замок Рауишхольцхаузен назывался Новый Потсдам (нем. Neu Potsdam). В качестве архитектора был нанят Карл Шэфер, которому была предоставлена полная свобода действий. В результате он подготовил проект в стиле неоготики. 
Строительство было завершено к 1876 году.

### Современное использование
С 1949 года и по настоящее время замок Рауишхольцхаузен является конференц-центром и учебным центром Гиссенского университета. Здесь же находится Гессенский центральная служба сельского хозяйства, садоводства и охраны природы. По специальной договорённости в Рауишхольцхаузен можно проводить частные семинары, свадьбы или юбилейные торжества.

## Парк
Замок окружен просторным ландшафтным парком Рауишхольцхаузен площадью 32 гектара, который разбит в английским садом (который подразумевает большое разнообразие растений). Его проектировал Генрихом Зисмайер, создатель Франкфуртского пальмового сада.Парк создавался в одно время со строительством замка (с 1873 по 1876 год). 

## Галерея

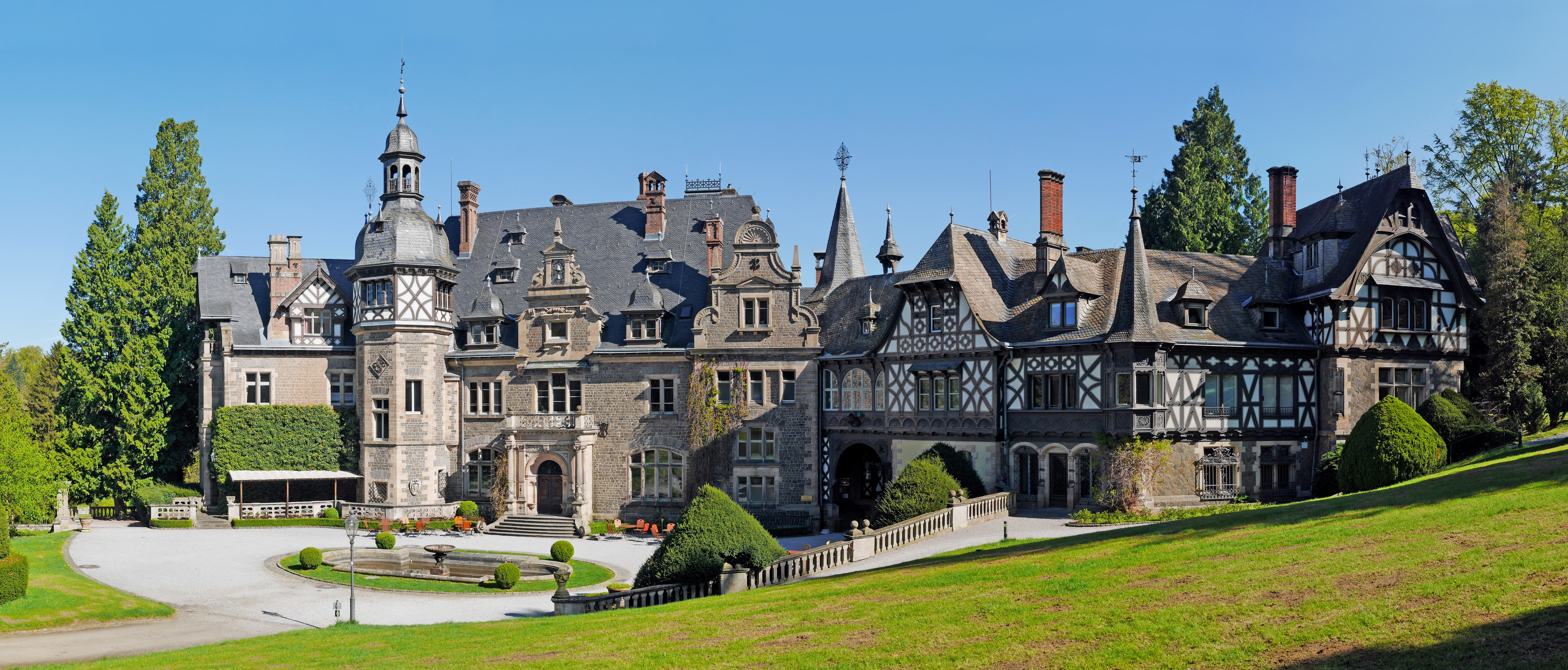
Внешний вид замка
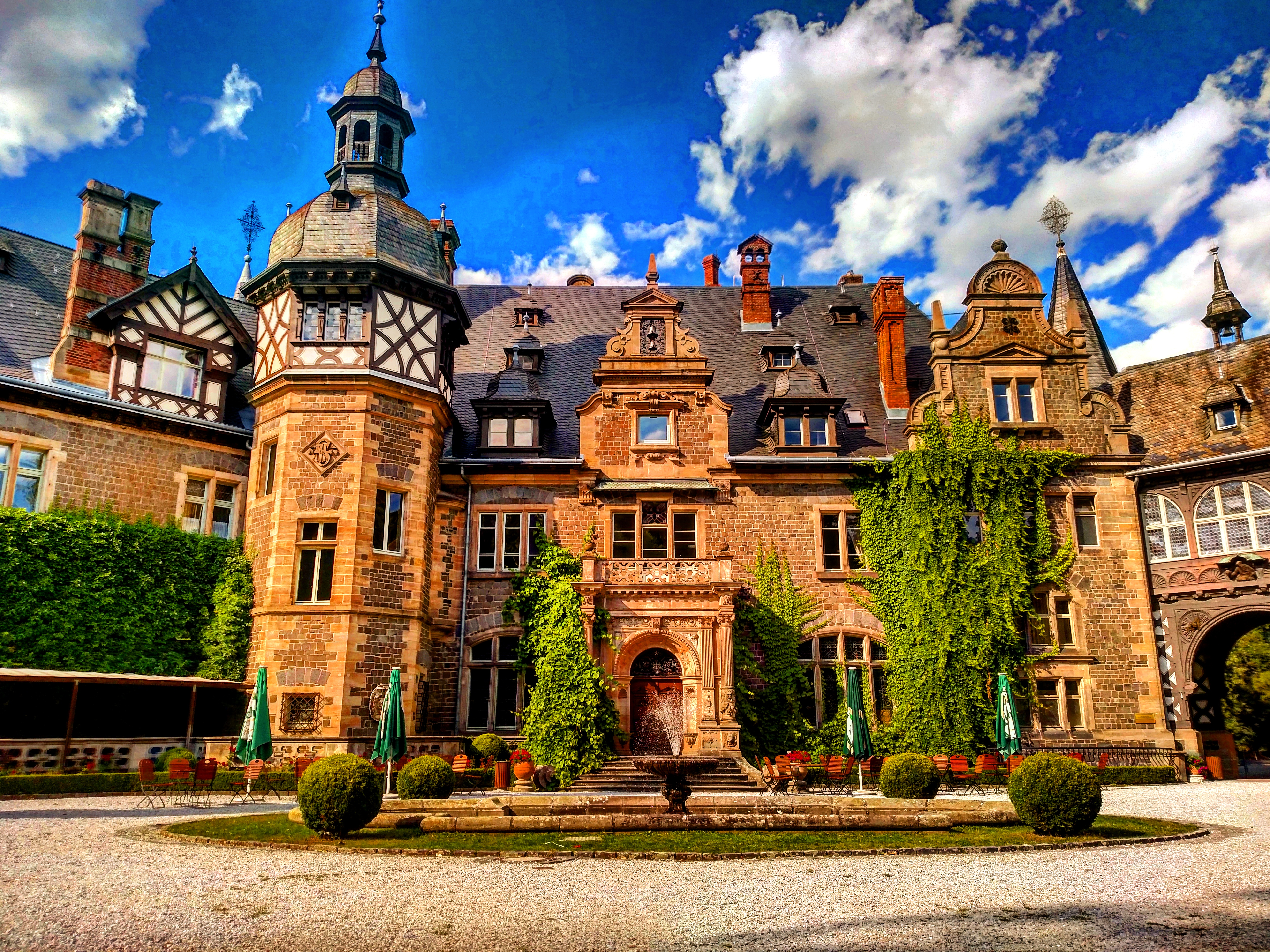
Центральный вход в замок
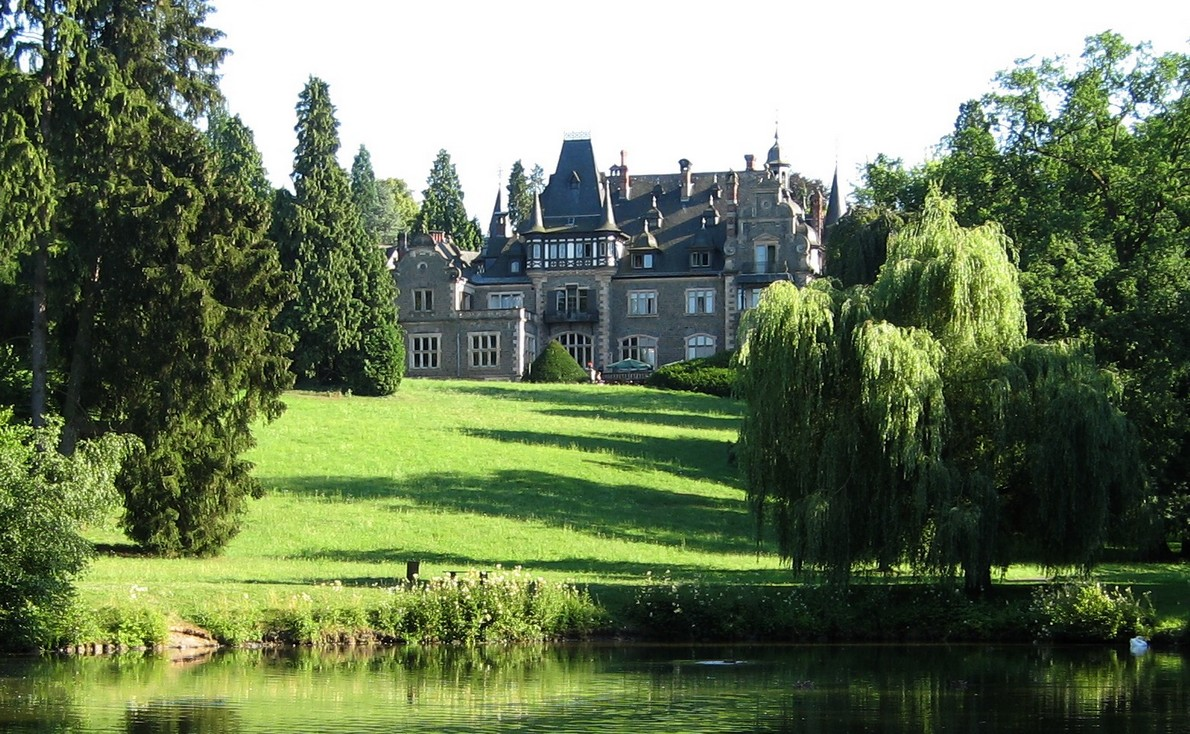
Вид замка со стороны парка